# Villa Zirio
La Villa Zirio è una storica residenza eclettica di Sanremo in Italia.

## Storia
La villa venne eretta nel 1868 su commissione del facoltoso avvocato sanremese Giovanni Battista Zirio, che esercitava all'epoca la professione di banchiere a Marsiglia. La progettazione dell'edificio venne affidata all'architetto Bérengier di Marsiglia, mentre l'appalto per i lavori di costruzione fu assegnato alla ditta Curti e Gibert.
Alla morte di Giovanni Battista Zirio la vedova, fondatrice della Croce Rossa sanremese, sposò il marchese Agostino Borea d’Olmo. La villa passò dunque senatore Ernesto Marsaglia. Quest'ultimo la affittò per un certo periodo al futuro imperatore Federico III di Germania, che vi soggiornò per motivi di salute con la moglie e le tre figlie tra il 1887 e il 1888.

## Descrizione
La villa sorge lungo il corso Felice Cavallotti di fianco al Palazzo Bellevue e a brevissima distanza dal lungomare.
L'edificio, che si eleva su tre livelli, presenta una pianta pressoché simmetrica.